# 수미산

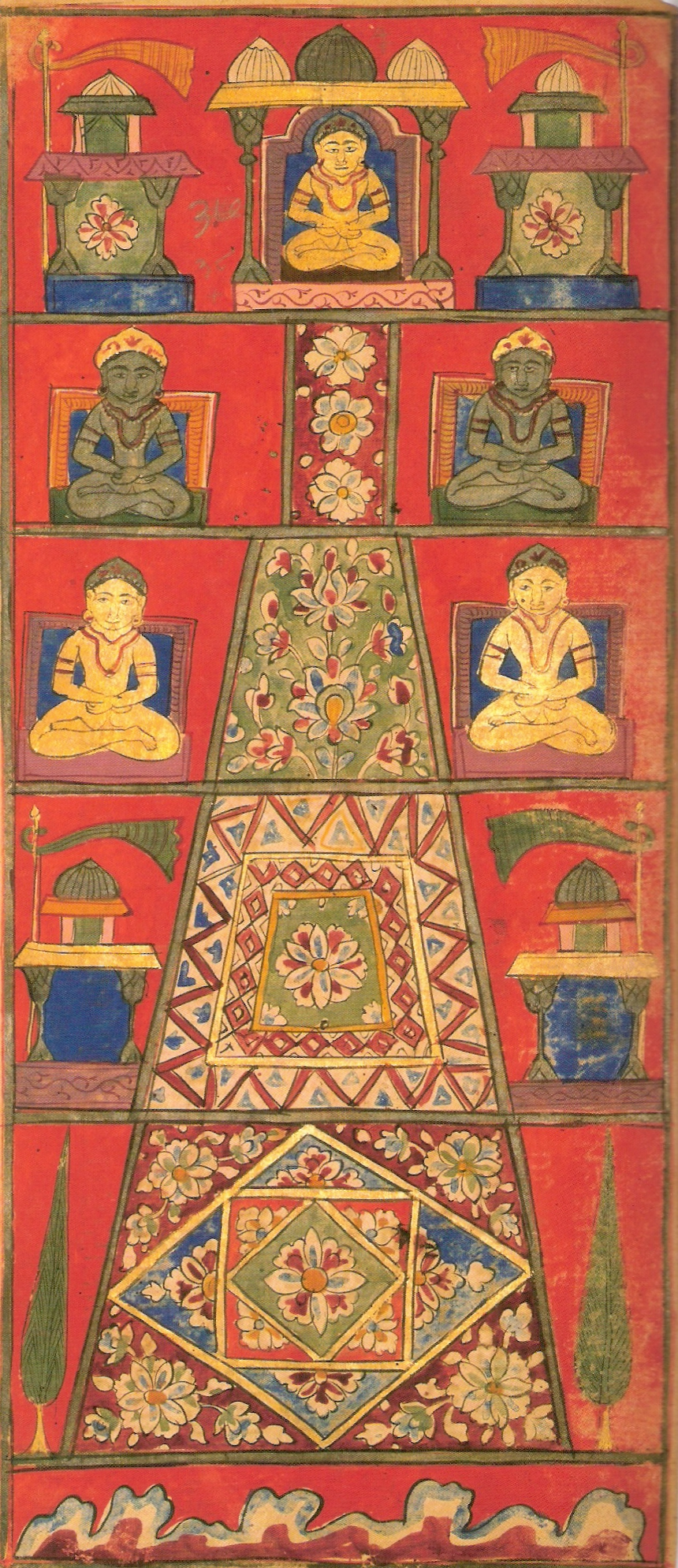
수미산의 그림

수미산(須彌山, 산스크리트어: सुमेरु 수메루)은 불교 우주론에서 중심 세계 산의 이름이다. 어원적으로 이 산의 고유 이름은 메루(Meru)이며, 여기에 접두사 su-가 추가되어 “훌륭한 메루” 또는 “멋진 메루”라는 뜻이 된다.
수미산의 개념은 힌두 우주론의 중심인 메루산과 밀접한 관련이 있지만 몇 가지 세부적인 면에서 힌두교의 개념과 다르다.
불교 문헌에 따르면 수미산은 황금과 은, 유리, 수정으로 이루어져 있으며 산의 중턱에는 사천왕, 정상에는 제석천이 있다고 한다.

## 같이 보기
- 메루산
- 카일라스산